# Tomáš Vandas
Tomáš Vandas (pronunciación Checa: ['toma ː ʃ' vandas], nació el 3 de marzo de 1969 en Praga) es un político checo y actual presidente del Partido de los Trabajadores de la Justicia Social (no parlamentarios).

## Educación y la ocupación
Se graduó en la Jan Ámos Komenský Universidad de Praga, donde obtuvo una licenciatura en comunicación social y de masas. Su primer trabajo fue en los servicios de transporte público. En la actualidad, trabaja como gerente de calidad en una empresa de construcción.

## Carrera política
Comenzó a ser políticamente activo en 1995 cuando estaba profundamente insatisfecho con la situación política en la República Checa. A partir de 1997-98 comenzó a trabajar para la Coalición de República - Partido Republicano de Checoslovaquia (primero como asistente de un diputado, luego como miembro del comité de auditoría del partido). Después de las elecciones parlamentarias de 1998 obtuvo un cargo de secretario general de la SPR-RSČ. Es miembro fundador del Partido de los Trabajadores, que fue fundada en 2003. Ha sido su presidente desde el 31 de mayo de 2003. Fue candidato en las elecciones al Senado en 2010, pero terminó sin éxito con 5,13%. En marzo de 2012, Vandas anunció que se iba a postular a la presidencia checa en las elecciones presidenciales directas de 2013, pero no pudo recoger las 50.000 firmas necesarias.